# Disuguaglianza di Bernoulli

Illustrazione grafica delle funzioni coinvolte nella disuguaglianza per n = 3

La disuguaglianza di Bernoulli afferma che:
{\displaystyle (1+x)^{n}\geq 1+nx}
per ogni intero n ≥ 0 e ogni numero reale x > -1. La disuguaglianza di Bernoulli è un passo cruciale nella dimostrazione di altre disuguaglianze e si rivela uno strumento fondamentale per importanti dimostrazioni (tra cui quelle di particolari limiti).

## Storia
La disuguaglianza prende il nome da Jacob Bernoulli, celebre matematico del XVII secolo, che ne pubblicò per primo l'enunciato nella seconda pagina del trattato Positiones Arithmeticae de Seriebus Infinitis pubblicato a Basilea nel 1689, facendone frequente uso nelle rimanenti parti dell'opera. Bernoulli ne dà una dimostrazione basata sul V libro degli Elementi di Euclide, ma André Weil ritiene che Bernoulli fosse consapevole del fatto che la disuguaglianza aveva un significato anche in matematica finanziaria, in cui essa equivale a dire che indebitarsi a interesse composto è più oneroso che a interesse semplice.
Secondo quanto riporta Joseph E. Hofmann in un suo articolo sulla Exercitatio Geometrica di Michelangelo Ricci l'enunciazione della diseguaglianza si deve a René-François de Sluse che la espose nell'edizione 1668 del suo trattato sul mesolabio di Eratostene, al capitolo IV, intitolato De maximis & minimis.

## Dimostrazione

### Dimostrazione per induzione
La disuguaglianza  può essere dimostrata per induzione. 
La verifica della tesi è banale per n = 0. Si supponga che sia vera per n: per completare l'induzione occorre dimostrare che è vera anche per n + 1. Moltiplicati entrambi i membri per (1 + x), fattore che è sempre maggiore di 0 per ipotesi, si ottiene:
{\displaystyle (1+x)^{n+1}\geq (1+nx)(1+x)}
{\displaystyle (1+x)^{n+1}\geq 1+x+nx+nx^{2}}
{\displaystyle (1+x)^{n+1}\geq 1+(1+n)x+nx^{2}}
Poiché nx2 ≥ 0, l'omissione di questo termine può solo rendere più forte la relazione di disuguaglianza, quindi:
{\displaystyle (1+x)^{n+1}\geq 1+(1+n)x+nx^{2}\geq 1+(1+n)x}       Q.E.D.

### Dimostrazione con lo sviluppo binomiale
Una versione più debole, in cui si suppone solo {\displaystyle x\geq 0}, può essere ricavata come immediata conseguenza dello sviluppo binomiale del primo membro:
{\displaystyle (1+x)^{n}=1+nx+{n \choose 2}x^{2}+\cdots +{n \choose n-1}x^{n-1}+{n \choose n}x^{n},}
in cui si trascurano tutti i termini dello sviluppo contenenti potenze di x il cui ordine sia superiore a 1 (si suppone n > 0, visto che per n = 0 la si verifica in modo diretto). 

### Dimostrazione di René-François de Sluse
La dimostrazione pubblicata da René-François de Sluse nel 1668, anch'essa ristretta al caso {\displaystyle x\geq 0}.  Scartando il caso banale {\displaystyle x=0}, si avrà l'ipotesi {\displaystyle x>0}. La dimostrazione di de Sluse  parte da una catena di n disuguaglianze che, in notazione moderna, si esprimono così:
{\displaystyle {\frac {1+nx}{1+(n-1)x}}<{\frac {1+(n-1)x}{1+(n-2)x}}<...<{\frac {1+2x}{1+x}}<{\frac {1+x}{1}}}
Si tratta di diseguaglianze evidenti: infatti, partendo da destra, in ogni passo viene sommata una stessa quantità positiva ({\displaystyle x}) al numeratore e al denominatore; di conseguenza, in ogni passaggio la frazione diminuisce rimanendo maggiore di 1.
Moltiplicando tra loro gli n termini della catena, e semplificando numeratori e denominatori, si ottiene: 
{\displaystyle 1+nx}
D'altro canto, ciascun fattore della moltiplicazione è minore del termine più a destra, ({\displaystyle 1+x}). Quindi, il risultato della moltiplicazione è minore di {\displaystyle (1+x)^{n}}, da cui la tesi.

## Generalizzazioni
Se l'esponente n è pari, la disuguaglianza è valida per ogni numero reale x. Se n ≥ 2 e  x > −1 con x ≠ 0, allora vale la disuguaglianza stretta:
{\displaystyle (1+x)^{n}>1+nx}
Vi sono anche delle versioni più forti della disuguaglianza di Bernoulli, per esempio:
{\displaystyle (1+x)^{n}\geq 1+nx+{\frac {n(n-1)}{2}}x^{2}}
per ogni n ≥0 e x ≥0.
La disuguaglianza può anche essere generalizzata ad un qualsiasi esponente reale r. Infatti, se x > −1, allora
{\displaystyle (1+x)^{r}\geq 1+rx}
per r ≤ 0 oppure r ≥ 1, e
{\displaystyle (1+x)^{r}\leq 1+rx}
per 0 ≤ r ≤ 1.
Questa generalizzazione può essere dimostrata confrontando le derivate.
Anche in questo caso, vale la disuguaglianza stretta se x ≠ 0 e r ≠ 0 e da 1.

## Disuguaglianze collegate
La seguente disuguaglianza fornisce una stima per eccesso della potenza r-esima di 1 + x. Per ogni numero reale x ed r > 0, vale
{\displaystyle (1+x)^{r}<e^{rx},}
dove e = 2.718....
È possibile dimostrare questa disuguaglianza sfruttando il fatto che (1 + 1/k)k < e.